# Интернет корпорация за присвоени имена и адреси
ICANN (Internet Corporation for Assigned Names and Numbers, произнасяно айкен, aɪkæn) е неправителствена организация, създадена на 18 септември 1998 г. в Марина Дел Рей, Калифорния, САЩ. Организацията се занимава с различни задачи по поддържането на интернет, които преди това са се извършвали от името на правителството на САЩ, чрез други организации – най-вече от IANA.
ICANN отговаря за регистрациите на IP адресите (на IPv4 и IPv6) и определянето на адресни блокове на Regional Internet Registry, за поддържане на домейните от първо ниво. Най-видима за интернет потребителите е политиката на ICANN за интернализация на DNS системата и въвеждане на нови Top Level домейни. Техническата работа на ICANN е предоставена на IANA.
Основните принципи на работа на ICANN са запазване оперативната стабилност на интернет, насърчаване на конкуренцията с цел да се постигне широко представителство на световната интернет общност и за разработване на политики, подходящи за бъдещото развитие на организацията.
На 29 септември 2006 година ICANN подписва ново споразумение с Министерството на търговията на САЩ, което от своя страна движи частната организация към пълно управление на системата за централно координираните индентификатори.

## История
Преди учредяването на ICANN правителството на САЩ е контролирало раздаването на интернет адреси.
Официално ICANN получава своя мандат по времето на администрацията на президентите Бил Клинтън и Джордж У. Буш. На 30 януари 1998 г. Националната администрация по телекомуникация и информация на САЩ вкарва за разглеждане „Предложение за техническо управление на интернет адресите и имената“.
Предлагат се пакет от мерки, насочени към приватизация на управлението на интернет адресите. Целта е да се създаде усилена конкуренция, по-добра инфраструктура, и управлението на Интернет да стане международна задача. Предложено е за обсъждане създаването на нова некомерсиална корпорация („the new corporation“) управлявана глобално и представяна от борд да директорите. ICANN е създадена, опряна на тези принципи.
ICANN е създадена в Калифорния на 30 септември 1988 г. Председател е видният предприемач и филантроп Естър Дайсън. ICANN е основана в Калифорния от Джон Пъстел– основател и главен технически мениджър – преди неочакваната му смърт. ICANN и до днес остава в същата сграда, където Пъстел е работил.
ICANN разчита и на консултативни комитети за получаване на информация и съвети за нуждите на всички. Тези комитети включват: Правителствен консултативен комитет, Консултативен комитет на големите интернет компании, Комитет за управление на DNS инфраструктурата, Комитет по сигурност и стабилност и Комитет на експертите, който представлява работещите в организацията.
Според основния нормативен акт на ICANN, политиките за изготвяне на правата за интернет са възложени на три подорганизации – Организация за управление на адресите, Организация за управление на домейните и Организация за управление на протоколите. Всяка от тези организации трябва да изгради набор от правила за управление на поверените ѝ ресурси. На база на направените предложения регионалните интернет регистри преминават към Организацията за управление на адресите.
На 25 юли 2006 г. правителството на САЩ подновява договора си с ICANN за още пет години. Отношенията между ICANN и правителството на САЩ се доизглаждат с подписания на 29 септември меморандум с министерството на търговията на САЩ. Този меморандум дава на правителството правото на контрол над работата на ICANN.
През юли 2008 г. Министерството на търговията на САЩ потвърждава чрез изявление, че няма планове за преход към авторитетната коренова файлова зона към ICANN. В писмото се подчертават отделните роли на IANA и VeriSign.

## Структура
ICANN представлява Неправителствена организация за „благотворителни и обществени цели“ под закона на Калифорния за организациите с нестопанска цел. Управлявана е от 16-членен борд на директорите, който се състои от 8 члена, избрани от комитет по номинациите и представляващи всички звена в ICANN, 6 представители на близките и поддържащи ICANN организации и изпълнителен директор, избран от останалите в борда.
ICANN има три поддържащи организации – Организация за управление на имената, Организация за управление на кодовете за отделните страни, която се занимава с разпределянето на top-level домейни за отделните страни и Организация за управление на адресите, която се занимава с управлението на IP адресите.
Основните принципи на ICANN са запазване на работна стабилност на интернет; повишаване на състезателния дух; по-широко представителство на интернет обществото и изграждане на правила за постигане на консенсусни решения.
Управителният борд на ICANN се състои от компютърни специалисти от цял свят, които се сменят на ротационен принцип. В периода 2003 – 2006 г. член на борда на ICANN е бил и председателят на интернет общество - България, Вени Марковски.

### Правителствен консултативен комитет
Правителственият консултативен кабинет има представители от 111 държави (108 от които са членки на ООН, островите Кук, Ниуе и Тайван), Светия престол, Хонг Конг, Бермудските острови, Монсерат, Европейската комисия и Комисията на африканския съюз.
В допълнение следните организации са наблюдатели в комитета:
- African Telecommunications Union
- Asia-Pacific Telecommunity
- Commonwealth Telecommunications Organisation (CTO)
- Council of Europe
- Economic Commission for Africa (ECA)
- European Broadcasting Union
- European Organization for Nuclear Research (CERN)
- European Space Agency
- International Labour Office
- International Telecommunication Union (ITU)
- International Criminal Police Organization (INTERPOL)
- League of Arab States
- New Partnership for Africa's Development (NEPAD)
- Organisation for Economic Co-operation and Development
- Organisation Internationale de la Francophonie (OIF)
- Pacific Islands Forum
- REGULATEL
- Secretariat of the Pacific Community (SPC)
- Inter-American Telecommunication Commission (CITEL)
- International Criminal Court
- United Nations Educational Scientific and Cultural Organization (UNESCO)
- Universal Postal Union
- World Health Organization
- World Intellectual Property Organization (WIPO)
- World Bank
- World Trade Organization

### Мисия на структурата
Координация на общо равнище и на глобално ниво.
В частност, организацията има за цел да координира разпределянето и предоставянето на три групи уникални идентификатори за интернет, които са:
- Имената на домейни (формиране на системата, посочена като „DNS“);
- Интернет протокол (IP) адреси и автономна система (AS) номера;
- Параметри;

## Демократичен вход
В Меморандума за разбирателство, с който се определят отношенията между правителството на САЩ и ICANN, на организацията ѝ беше предоставен мандат, който оперира в посока „отдолу-нагоре“, което се счита за задвижване по демократичен начин.
Въпреки това опитите на ICANN да създаде организационна структура, която ще позволи развитие на световната интернет общност, не води до резултати, които да удовлетворят настоящия борд. В резултат на това избирателният район At-Large и прякото избиране на борда от световната интернет общност са изоставени.
ICANN провежда периодични обществени срещи във всички континенти с цел насърчаване на глобалното участие на своите проекти и процеси. Резолюциите на борда на ICANN, предварителните доклади и протоколи, понякога са публикувани в реално време на страницата на организацията. Все пак има и критики към ICANN, включително от Избирателите на Некомерсиалния избирателен район (NCUC) и At-Large, които осъждат организацията, че прекалено много дискусии и решения се оповестяват в публичното пространство.
В началото на 2000 година е получен сигнал от ООН за приватизирането на ICANN, последвала от негативна реакция от страна на правителството на САЩ и притеснения за разделяне на интернет общността. Световна среща на върха по въпросите на информационното общество в Тунис през ноември 2005 година се съгласи да не се намесва в дейността на организацията. Въпреки това тя също се съгласи да създаде международен форум за управление на интернет. Консултативния комитет на ICANN предоставя съвети по отношение на обществения ред в много правителства по света.
Критиците предлагат, че на ICANN не трябва да се позволява да налага бизнес правила на участниците на пазара, а съответно да бъде арбитър на тези, които успяват и кои не.

## Основни ценности
При изпълнение на своята мисия, ICANN следва основни ценности, от които се ръководят решенията и действията ѝ:
- Опазване и подобряване на оперативната стабилност, надеждност, сигурност и оперативна съвместимост в глобален план на интернет.
- Зачитане на творчеството, иновациите и потока на информация от интернет, като ограничаване на дейността на ICANN на тези въпроси в рамките на мисията на ICANN,
- Делегиране на координационни функции и признаване на политическата роля
- Искане на широко информационно участие
- Насърчаване и утвърждаване на конкурентна среда
- Въвеждане и насърчаване на конкуренцията в регистрацията на имена на домейни
- Вземане на обективни, правно основани и обмислени решения
- Избор на механизми, подобряващи ефективността на ICANN

Тези ценности, представени в най-кратък вид, имат за цел да предоставят основна и насочваща информация за корпорацията.
Съществуват много фактори, които биха могли да повлияят на действията на ICANN в различните ситуации.

## Дейност
Една от задачите, с които ICANN трябва да се справи, е решаването на проблемите със спорове за собственост на интернет домейни. В опит да реши този проблем ICANN заедно със Световната организация за интелектуална собственост изготвят правила за установяване на собствеността – Единна политика за резолюция на домейн имената. Тези правила имат за цел да предоставят бърз, евтин и разбираем начин за разрешаване на споровете за имена на домейни, като се избягва традиционната съдебна система и предлагайки тези спорове да се отнасят към арбитражна комисия, която да разисква спора. Според правилата на ICANN регистраторът на домейна трябва да се съобрази с политиката на ICANN за регистрация на домейни.
С оглед на минали разисквания на спорове за имена на домейни, разгледани от ICANN, някои смятат, че се дава по-малко свобода на собствениците на домейни, отколкото те биха получили във федерален съд.

### Управление и публичност
Заседанията на ICANN се провеждат три пъти всяка година в различни точки на земното кълбо, за да се даде възможност на участниците от цял свят да участват лично. Има няколко предварителни срещи – семинари и работни сесии. Тези срещи предоставят най-добрите възможности за дискусии лице в лице и на тях се обсъждат различни мнения. Предлагат се различни сесии, семинари, открити форуми и работни срещи по разработването и прилагането на политики за интернет. Дистанционно участие е възможно. Публикуват се: подробна информация за всяко заседание, а регистрация и дистанционно участие могат да бъдат реализирани в специален сайт, създаден за всяко заседание.

## Значими събития
На 18 март 2002 г. избраният за представител на Северна Америка член на борда на директорите Карл Ауербах осъжда ICANN в съда в Калифорния и получава достъп до счетоводството на ICANN без ограничения.
На 17 май 2004 г. ICANN публикува проектобюджет за 2004 – 2005 г. Той включва проект за отвореност на дейността си, като разходите са драстично увеличени от 8 на 15 милиона щатски долара. Разходите по това увеличение са предвидени да бъдат допълнени от предоставянето на нови top-level домейни и нови такси за регистраторите на домейни. Европейският съвет на националните домейн регистри, който представлява националните регистри на 39 страни, включително и България, отхвърля увеличението на бюджета и обвинява ICANN в липса на финансова предпазливост. Въпреки критиките е приета такса от 2 щ.д. за всеки домейн, който Регистър компаниите регистрират или подновят.
След редица преговори през 2005 г. домейните от високо ниво: .eu, .asia, .travel, .jobs, .mobi, и .cat са регистрирани.
На 28 февруари 2006 година борда на ICANN одобри споразумение с VeriSign в резултат на което се увеличават регистрационните такси с до 7% годишно. Това е критикувано от някои хора в САЩ и по-специално от Камарата на представителите на малкия бизнес.
През февриари 2007 година ICANN започва дело за премахване на акредитацията на един от техните регистратори RegisterFly към който са повдигнати обвинения за измама.
На 23 май 2008 година ICANN създава известия срещу 10 акредитирани регистратори и ги обяви като „най-лошия спам“ и призова за спазване на правилата на системата.
На 1 октомври 2008 година ICANN издаде известия за нарушения на Joker and Beijing Innovative Linkage Technology Ltd. след допълнително проучване, сигнали и жалби от потребители. Тези съобщения издаде секретаря на организацията и даде 15 дневен срок за решаване на проблема.
През 2012 година ICANN одобри основен преглед на своите политики по отношение на отчетност, прозрачност и участие на обществеността от Центъра Бъркман за интернет и общество към Харвардския университет.
На 3 февруари 2011 година, ICANN сподели, че последната партида от IPv4 адресите са разпределени в петте регионални интернет регистри по света.
На 20 юни 2011 г. бордът на директорите на ICANN приема нови правила за имената на домейните от високо ниво. Промените позволяват компаниите и организациите да регистрират произволни домейни от високо ниво, включително и с не-латински символи (на кирилица, арабски, китайски). Новите правила влизат в сила от 12 януари 2012 г. Първоначалната цена за регистриране на нов top-level домейн започва от 185 000 щ.д., подновяването за една година струва допълнителни 25 000 щ.д. Очаква се голям интерес към новите домейни и ICANN предвижда първата вълна от нови регистрации да е активна към края на 2012 г. С новите правила ICANN очаква да направи революция в свободата, креативността и иновацията в интернет.